# الرأي (صحيفة أردنية)
صحيفة الرأي صحيفة يومية عربية سياسية تصدر عن المؤسسة الصحفية الأردنية (الرأي) توزع إلى جميع محافظات المملكة الأردنية الهاشمية مقرها في العاصمة الأردنية عمان. صدر العدد الأول منها یوم 2 يونيو 1971 في عهد حكومة وصفي التل أحد مؤسسي الصحيفة، أما أول رئيس تحرير للصحيفة فهو نزار رشيد الرافعي. وتُعد الرأي لسان حال السلطة والحكومة في الأردن.

## تاريخ التأسيس
بدأت قصة تأسیس جریدة الرأي بعد عام 1967، عندما قرر مالك صحيفة الجھاد التي كانت تصدر في القدس قبل الاحتلال الاسرائیلي سلیم الشریف بنقل الصحيفة إلى عمان، وقد لاقت ھذه الخطوة ترحیباً من الملك الراحل الحسین بن طلال ومن رئيس الوزراء في ذلك الوقت وصفي التل، باشر سلیم الشریف بنقل معدات الطباعة من ماكنات صف أحرف وتصویر، وعیّن عددا من الفنیین، وكان قبل ذلك قد اشترى أرض وأنشأ عليها البناء، وقد استغرق ذلك ما يقارب العام ونصف تقریباً.
وعندما اكتملت التجھیزات ولم یبق سوى مباشرة العمل الصحفي والضغط على زر التشغیل لتدور ماكنات الطباعة، تم اختطاف سلیم الشریف من باحة فندق الأردن انتركونتننتال بعمان وقتل، مما أدى إلى توقف المشروع، وأصبح مصیر الصحیفة مجھولاً، فقام وصفي التل الذي كان متابعاً لخطوات المشروع منذ البداية بإصدار الصحيفة تحت اسم «الرأي» لإیمانه بأن رسالة الأردن السیاسیة ودوره العروبي یحتاجان لصحیفة تحمل ھذا المشروع وھذه الرسالة.
قام وصفي التل بسداد دین كان قد اقترضه سلیم الشریف من بنك القاھرة عمان لتغطیة تكالیف البناء والأرض وتجھیزات المكاتب وشراء الورق وغيرها، كما دفع وصفي التل مبلغاً لأسرة سليم الشریف، ثم بدأ باجراءات إصدار الصحيفة، فاستقدم صحافیاً قدیراً من بیروت اسمه «محمود زین العابدین» لكي یكون السكرتیر العام لتحریر الصحيفة، واختار الكادر الصحافي الذي سیعمل في التحریر، فجاء من الإذاعة والمطبوعات: راكان المجالي وطاھر العدوان والیاس جریسات ومحمود الكاید وعمر الحضرمي وطارق مصاروة وجورج حداد، وتم تعیین صحافیین شباب للعمل كمندوبین ومحررین أولهم كان: عمر عبندة وسلیمان القضاة وموسى الازرعي وطارق خوري ونصر المجالي ویوسف الجھماني وسلیم الزعبي وفاروق نغوي. وكان رئیس المندوبین الصحافیین عبد القادر الجربي، وفي الإدارة فاروق الزعبي ویوسف عماري وآخرون من الموظفین الاداریین اللازمین لتسییر عمل المؤسسة، أما الفنیون فكانوا معینین اصلاً من قبل سلیم الشریف فظلوا بنفس بوظائفھم في الصحيفة.
خلال فترة التحضير لإطلاق الصحيفة، كان المدیر العام ورئیس التحریر هو أمین أبو الشعر، ولكن ولأسباب مجهولة لم تصدر الصحيفة في عھده، فعین وصفي التل نزال الرافعي بدلاً منه وعمل نزار لیل نھار لإصدار الصحيفة.
بناء على أوامر وصفي التل، تقرر أن تصدر «الرأي» یوم 1 يونيو 1971 وصدرت بالفعل، وقبل ارسالھا إلى السوق أرسلت بعض الاعداد إلى منزل وصفي التل في منطقة الكمالیة في الصباح الباكر من ذلك اليوم، وعندما اطلع علیھا وصفي لم یوافق على نشر العدد الأول بھذه الصورة، وكتب بقلمه ملاحظات تتضمن بعض التصویبات في الشكل والمحتوى، وأمر بإصدار العدد الأول في الیوم التالي (یوم 2 يونيو 1971) بعد الأخذ بملاحظاته، حیث وافق على العدد الأول بصیغته الجدیدة عندما أرسل اليه في الیوم الثاني وقال: «على بركة الله». وبعد ظھر یوم الصدور، حضر وصفي التل إلى مبنى الجریدة وھنأ المدیر العام والكادر الصحفي والإداري والفنیین وطلب منھم مواصلة الجھد ونشر الصحيفة في الداخل والخارج.

### المؤسسون
- محمود الكايد [4]
- جمعة حماد
- سليمان عرار
- رجا العيسى
- محمد العمد
- نزار رشيد الرافعي

## الإدارة
- رئيس مجلس الإدارة: سميح المعايطة، منذ يونيو 2024[5]
- المدير العام: هيام الكركي، منذ يوليو 2024[6]
- رئيس التحرير: خالد الشقران، منذ يونيو 2021[7]

## وصلات خارجية
جريدة الرأي